# Nymphalis lintneri
Nymphalis lintneri är en fjärilsart som beskrevs av Fitch 1856. Nymphalis lintneri ingår i släktet Nymphalis och familjen praktfjärilar. Inga underarter finns listade i Catalogue of Life.